# Gratinírozás

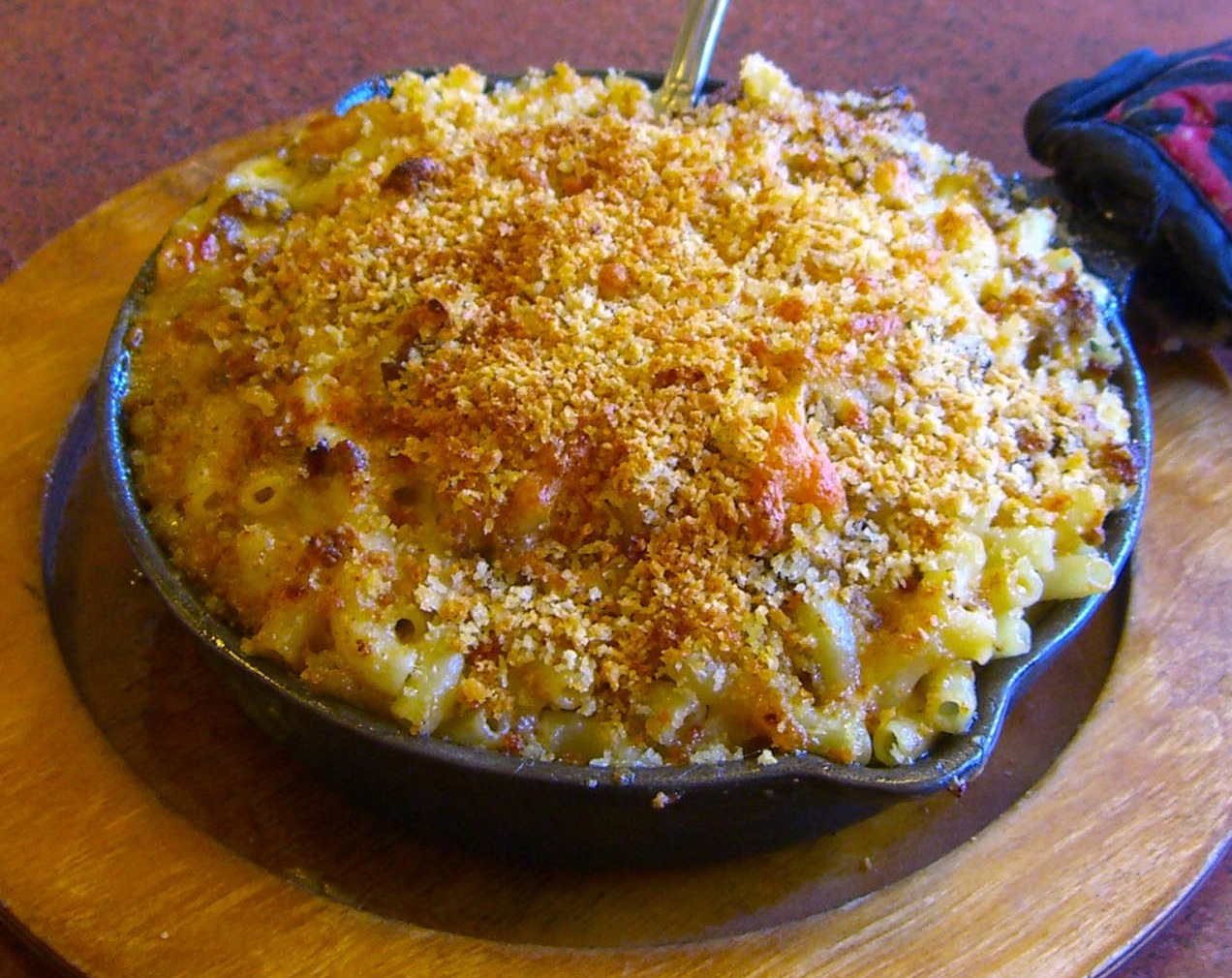
Csőben sült sajtos makaróni

A gratinírozás (csőben sütés) egy ételkészítési eljárás, amikor az edényben rétegesen felhalmozott nyers, vagy előfőzött hozzávalókat sajttal, zsemlemorzsával megszórják, vagy mártással, tojással, tejföllel, vajjal leöntik; majd magas hőfokon összesütik, miközben a felső réteget aranysárgára, pirosra pirítják, vagy barna kéreggé sütik. A gratinírozott étel általában egy alacsony oldalfalú (tűzálló) edényben készül és sokszor ebben a sütőedényben is szolgálják fel.  Ez a kifejezés bármely ételre használható, amit ilyen befedéses módszerrel készítenek.
A gratin szó francia eredetű: felső réteg jelentéssel. A kifejezés a társadalom felső rétegére is utal. A csőben sütés kifejezés valószínűleg a régebben ilyen sütési módra használt cserépedény alakjából eredhetett, melynek a ma is használt egyik változata a római tál.
A csőben sütés kiinduló nyersanyaga bármilyen alapanyag lehet: zöldségekből, halból, húsból, tésztafélékből, vagy ezek fűszeres kevererékéből álló készítmény. Az összetevőket nem kell minden esetben valamilyen fedőréteggel bevonni, mert a keverékben található alapanyagon a sütés során a magas hő hatására többé-kevésbé világos, fényes, vagy aranysárga színű (ropogós) kéreg képződik. A kéreg kiemelésére a legegyszerűbb eljárás a zsemlemorzsa szórás; de a kívánt sűrűbb és ízletesebb hatás eléréséhez, a zamatok összeéréséért nagyon gyakran reszelt, vagy morzsolt sajttal, tejszínnel, tojással, vajjal, vagy valamilyen mártással vonják be az étel tetejét.